# Zgornje Jablane
Zgornje Jablane – wieś w Słowenii, w gminie Kidričevo. W 2018 roku liczyła 195 mieszkańców.